# Shravasti (stad)
Shravasti (Sanskriet) of Savatthi (Pali), ook wel Saheth-Maheth of Sahet-Mahet, is een archeologische vindplaats in het district Shravasti in de staat Uttar Pradesh in India.

## Oudheid
Shravasti was de hoofdstad van het noorden van Koshala, een van de mahajanapada's. Het was een mahanagara, een van de belangrijkste steden ten tijde van de Boeddha. Kushavati was de hoofdstad van het zuiden.
Shravasti werd geïdentificeerd door de archeoloog Alexander Cunningham. Tijdens opgravingen zijn er overblijfselen gevonden van zowel de painted grey ware-cultuur als de northern black polished ware-fase. Saheth is daarbij het Jetavanaklooster en Maheth de stad zelf.
Anathapindika was een gahapati en de rijkste handelaar uit Savatthi en werd bekend als belangrijkste patroon van de Boeddha. Hij schonk het  Jetavanaklooster dan ook aan hem.
Uit de Mauryaperiode stammen enkele stoepa's, terwijl er ook een klooster uit de Kushanaperiode is gevonden.